# Stig & Vennerne
Stig & Vennerne er et dansk underholdningsband, dannet i 2011, af Stig Rossen og de resterende medlemmer af Bamses Venner, efter forsangeren Flemming Bamse Jørgensens død.
Stig & Vennerne lancerede i 2011 en række koncerter, da Stig Rossen efter Flemming Bamse Jørgensens uventede død, tilbød at medvirke til et par enkeltstående koncerter, der var planlagt før Bamses død. Efterfølgende medvirkede samme konstellation ved en stort anlagt mindekoncert for Flemming Bamse Jørgensen i NRGi Arena i Århus.
Gruppen annoncerede, at koncerternes indhold, udelukkende bestod af Bamses Venners gamle sange, og dermed fungerede som et hyldestprojekt for Flemming Bamse Jørgensen. Gruppen har siden overtaget Bamses Venners plads som sidste koncertnavn ved Vordingborg Festuge.